# 朱宝镛
朱宝镛（1906年—1995年），男，浙江海盐人，中国发酵专家、教育家，曾任无锡轻工业学院副院长、教授。